# Ingrid Visser
Ingrid Louise Visser (Gouda, 4 giugno 1977 – Murcia, 13 maggio 2013) è stata una pallavolista olandese.
Giocava nel ruolo di centrale.

## Carriera
Visser ha debuttato nella squadra di pallavolo olandese nel 1994 in un'amichevole contro l'Ucraina.  Nel 1995 ha vinto il titolo di Campionessa europea dopo aver vinto la partita finale contro la Croazia 3–0 nei Paesi Bassi.  È stata membro della squadra femminile olandese ai Giochi Olimpici del 1996 ad Atlanta, Stati Uniti.  La sua squadra ha ottenuto il quinto posto nel torneo olimpico.  Nel 2007, Visser ha ricevuto la medaglia d'oro della federazione per aver conseguito  diversi record internazionali e per i suoi meriti per la pallavolo nazionale olandese.  Il 4 ottobre 2009, i Paesi Bassi, compreso la Visser, hanno vinto la medaglia d'argento del Campionato europeo 2009 in Polonia.  Hanno perso la finale contro la nazionale Italiana 3–0. In totale ha giocato cinque Campionati Mondiali, nove Campionati Europei e le Olimpiadi.  Dal 1994 al 2011 Visser ha giocato 514 partite con la nazionale, un numero record per un giocatore olandese in qualsiasi sport di squadra.  Ufficialmente ha concluso la sua carriera nella pallavolo il 4 febbraio 2012.

## Vita privata
È stata sposata e divorziata con l'ex pallavolista, giocatore di beach volley e coach brasiliano naturalizzato statunitense Rico Guimarães. Dal 2009 fino alla sua morte è stata la compagna di Lodewijk Severin, uomo d'affari ed ex manager dal 2006 al 2009 della nazionale femminile olandese.

## Morte
Il 13 maggio 2013 scompare a Murcia, insieme al suo compagno Lodewijk Severin; due settimane dopo vengono ritrovati i due corpi fatti a pezzi in una limonaia a calle Serafin de Alba nel sobborgo di Murcia Huerta De Alquerías, inoltre viene scoperto che la Visser era incinta.
Gli assassini, fra i quali un'ex dirigente del CAV Murcia e il suo complice, sono stati condannati.

## Palmarès

### Club
- Campionato olandese: 3

1995-96, 1996-97, 2007-08
- Campionato spagnolo: 4

2002-03, 2003-04, 2004-05, 2005-06
- Coppa dei Paesi Bassi: 3

1995-96, 1996-97, 2007-08
- Coppa della Regina: 6

2003-04, 2004-05, 2005-06, 2009-10, 2010-11
- Supercoppa olandese: 3

1994, 1996, 2007
- Supercoppa spagnola: 6

2002, 2003, 2004, 2005, 2009, 2010
- Champions League: 1

2003-04
- Coppa CEV: 1

2000-01

### Premi individuali
- 2004 - Champions League: Miglior muro